# Raja Beni Mellal
O Raja Beni Mellal é um clube de futebol com sede em Beni Mellal, Marrocos. A equipe compete no Campeonato Marroquino de Futebol.

## História
O clube foi fundado em 1956. O clube participou da  Copa Internacional de Clubes Mohamed V de 1974, ficando com o terceiro lugar na classificação final após perder nas semifinais para o Penãrol por 3–0.